# Sennheiser MD 441

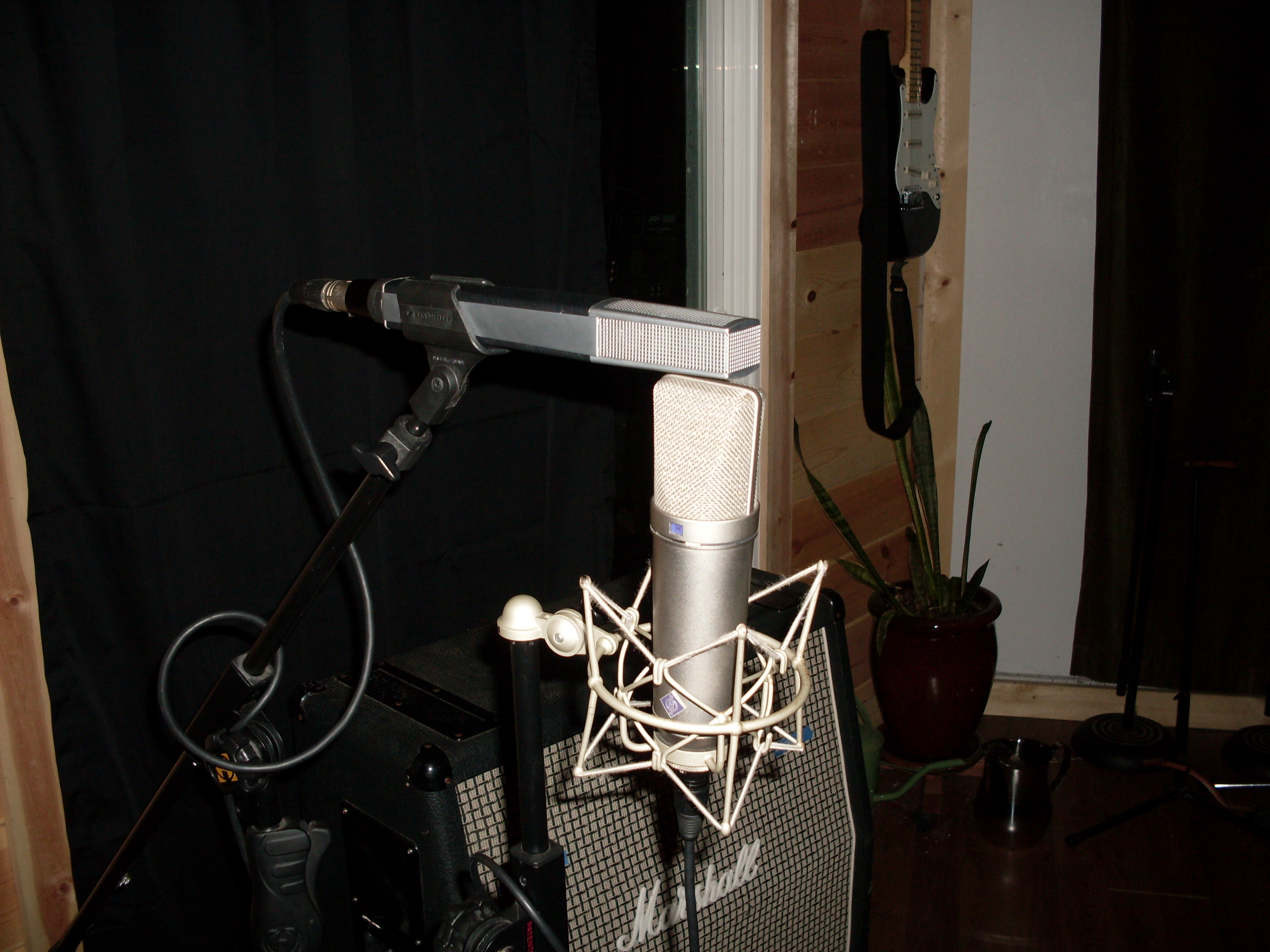
Un microfono Sennheiser MD 441 assieme ad un microfono Neumann U 87

Il Sennheiser MD441, spesso conosciuto anche come il rasoio, è un microfono dinamico a diaframma largo prodotto dall'azienda tedesca Sennheiser dal 1971. Dopo il Sennheiser MD 21 introdotto nel 1953 e il Sennheiser MD 421 introdotto nel 1960, è diventato un microfono molto utilizzato per i servizi radiofonici e televisivi ed ha fatto parte del corredo audio e scenografico delle apparizioni di numerosi politici in tutto il mondo.

## Storia
Il microfono è stato presentato alla Hannover Messe nel 1971.

### L'utilizzo in televisione e radio

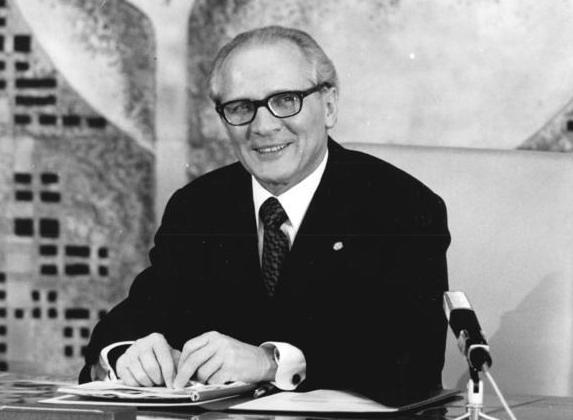
Erich Honecker con un MD 441 nel 1976

È stato trasmesso in vari programmi televisivi sovietici degli anni '70 in poi. Il capo di stato sovietico Leonid Brezhnev è stato visto utilizzarlo durante un'intervista per la televisione giapponese nel 1977. Quattro MD 441 si possono vedere nell'immagine del bacio fraterno tra Breznev ed Erich Honecker scattata dalla fotografa Barbara Klemm nel 1979. Successivamente il presidente serbo Slobodan Milošević parlò in sei Sennheiser 441 a una grande manifestazione di Belgrado il 19 novembre 1988. Alla manifestazione di Alexanderplatz il 4 novembre 1989 a Berlino, i discorsi furono pronunciati in due MD 441. Il 19 dicembre 1989 Helmut Kohl parlò in un MD 441 alla sua prima apparizione importante dopo la caduta del Muro a Dresda.
Stefan Raab ha usato il microfono nel 1997 per il video musicale della canzone Wadde hadde dudde da?. Il comico britannico Sacha Baron Cohen ha utilizzato un MD 441 per la sua intervista con Paula Abdul nel film Brüno (2009), in cui entrambi siedono sulla schiena di uomini inginocchiati.

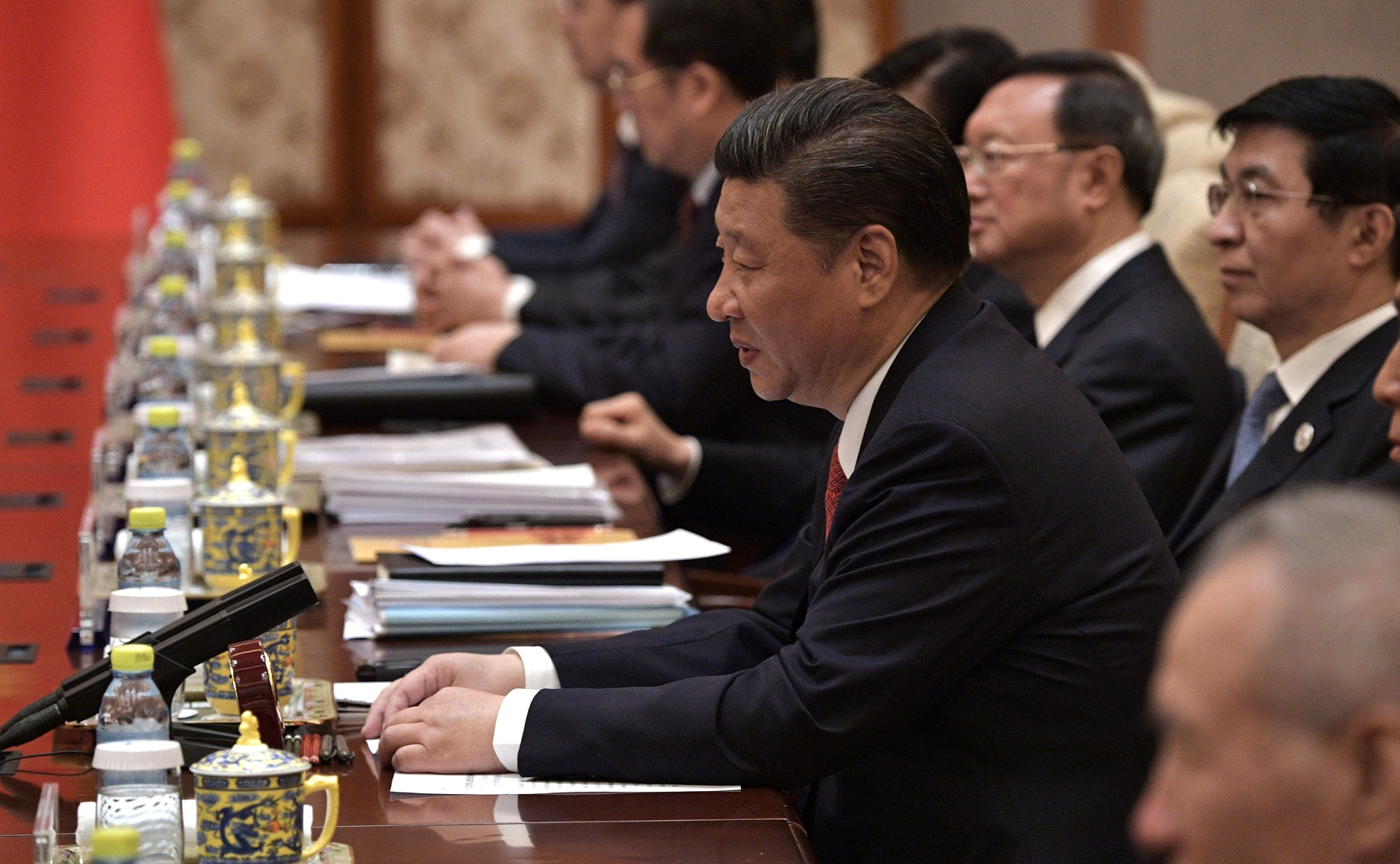
Xi Jinping 2017 con sei MD 441

Il microfono faceva parte dell'estetica retrò degli studi dei talk show ZDFneo, Roche & Böhmermann e Schulz & Böhmermann. Il presidente cinese Xi Jinping è stato spesso raffigurato con due MD 441 neri durante le conferenze stampa negli anni 2010. Due MD 441 sono usati sul leggio della Camera dei Deputati del Parlamento della Repubblica Ceca.

### L'utilizzo nella musica

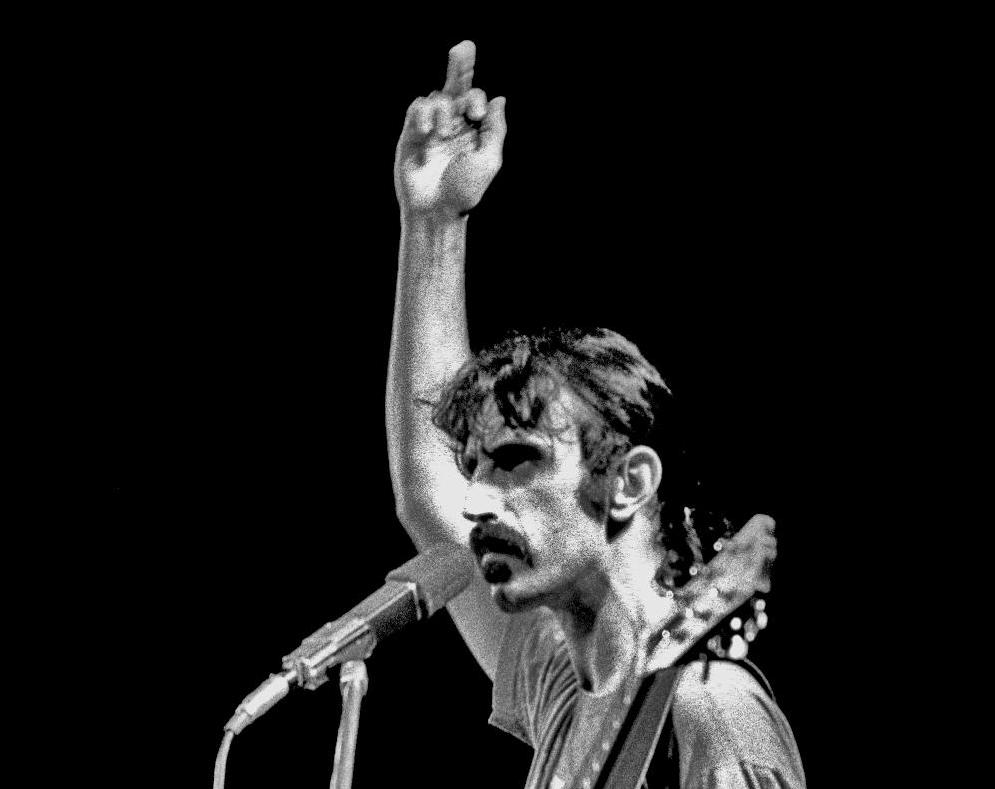
Frank Zappa nel 1974 con un MD 441

L'MD 441 è stato utilizzato anche come microfono vocale sin dagli anni '70 da Frank Zappa, dalla cantante Stevie Nicks dei Fleetwood Mac e da Robert Smith nella prima apparizione televisiva della band britannica The Cure in un concerto a Parigi nel 1979.

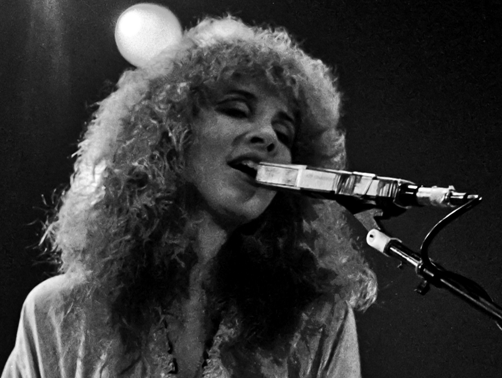
Stevie Nicks nel 1980 con un MD 441 durante un concerto dei Fleetwood Mac

Sebbene l'MD 441 sia stato ampiamente sostituito da altri modelli come radiomicrofono, è ancora utilizzato oggi per microfonare strumenti musicali. Viene utilizzato in particolare nella batteria per charleston, overhead, rullante (alto e basso), tom, grancassa, overhead e percussioni, nel campo degli strumenti elettrici a corda per amplificatori per chitarra e basso e per strumenti a fiato.

## Caratteristiche tecniche
La gamma di trasmissione è da 30 a 20.000 Hertz, la sensibilità è di 1,8 mV/µbar ±3 dB, l'impedenza è di 200 ohm. Il diagramma polare del microfono è supercardioide. Ha una bobina di compensazione del ronzio. Come l'MD 421, l'MD 441 ha un interruttore dei bassi a cinque posizioni.
Inizialmente era disponibile in diverse finiture e in colore nero, il modello attuale è argento. Inizialmente era disponibile con connettori DIN, in una versione con connettore Tuchel piccolo, in un'altra con connettore Tuchel grande. Dal 1985 utilizza un connettore XLR. Pesa circa 450 grammi e per la sua forma viene comunemente chiamato "rasoio", come anche l'MD 421.